# متحف بيلقان للتاريخ والتراث المحلي
متحف بيلقان للتاريخ والتراث المحلي (بالأذرية: Beyləqan rayon Tarix-diyarşünaslıq muzeyi) تم تأسيس المتحف بيلقان للتاريخ والتراث المحلي في عام 1981 بعد القرار التاريخي للرئيس السابق حيدر علييف في عام 1980 عن إنشاء متاحف للتاريخ والتراث المحلي في المناطق.

## تاريخ المتحف
تم إنشائه المتحف في 1981 في بيلقان. يستند معرض المتحف إلى تصميم أوقات اتحاد الجمهوريات الاشتراكية السوفياتية.
وفي 2018 كان يتألف المبنى الجديد للمتحف الذي تبلغ مساحته 1050 مترا مربعا، من قاعة عرض ومكتبين وقاعة مؤسسة وقاعة مؤتمرات تضم 60 مقعدا، وقاعة مائدة مستديرة تضم 12 مقعدا، وقاعة تقنية.
وتعرض قاعة العرض المعلومات التارخية والصور والأنماط المادية والثقافية والاقتصادية والفوتوغرافية منذ العصور القديمة وحتى يومنا هذا. العينة الأطول عمراً تعود إلى عام 1999. هذه هي زهريات من الألفية الثانية إلى الثالثة.
وتضم المجموعة الرئيسية للمتحف أكثر من 6087 معروضاً. يستقبل المتحف حوالي ثلاثين ألف زائر سنويا.